# Robert Nussbaum
Robert Nussbaum (Estrasburgo, 30 de maio de 1892 — Campo de concentração de Sachsenhausen, 15 de abril de 1941) foi um médico e benfeitor alemão.
Era filho do professor universitário Moritz Nussbaum, professor de Anatomia e Biologia na Faculdade de Medicina da Universidade de Bonn e tio do jornalista Peter Scholl-Latour.